# Pi Leonis
Pi Leonis (π Leonis, förkortat Pi Leo, π Leo)  är en ensam stjärna belägen i den sydvästra delen av stjärnbilden Lejonet. Den har en skenbar magnitud på 4,70, är synlig för blotta ögat där ljusföroreningar ej förekommer. Baserat på parallaxmätning inom Hipparcosuppdraget på ca 8,0 mas, beräknas den befinna sig på ett avstånd på ca 410 ljusår (ca 125 parsek) från solen. Eftersom stjärnan ligger nära ekliptikan är den föremål för ockultationer från månen.

## Egenskaper
Pi Leonis är en orange till röd jättestjärna av spektralklass M2 III. Den har en radie som är ca 56 gånger större än solens och utsänder från dess fotosfär ca 656 gånger mera energi än solen vid en effektiv temperatur av ca 3 800 K.
Enligt General Catalogue of Variable Stars är den en misstänkt variabel stjärna med en maximal magnitud av 4,67.